# Lijst van rijksmonumenten in Voorhout
De plaats Voorhout telt 14 inschrijvingen in het rijksmonumentenregister. Hieronder een overzicht.
| Object                                        | Oorspronkelijke functie?  | Bouwjaar                    | Architect    | Locatie                                 | Coördinaten?                  | Nr.?   | Afbeelding                       |
| --------------------------------------------- | ------------------------- | --------------------------- | ------------ | --------------------------------------- | ----------------------------- | ------ | -------------------------------- |
| Hoop Doet Leven                               | Industrie- en poldermolen | 1783                        |              | hoek Elsgeesterlaand / 1e Elsgeesterweg | 52° 12' 39" NB, 4° 28' 46" OL | 33014  | Meer afbeeldingen                |
| Kleine Kerk                                   | Kerk en kerkonderdeel     | 14e eeuw                    |              | Dr. Aletta Jacobslaan 9                 | 52° 13' 17" NB, 4° 28' 60" OL | 37977  | Meer afbeeldingen                |
| De Hooghkamer                                 | Boerderij                 |                             |              | Jacoba van Beierenweg 48-50             | 52° 13' 40" NB, 4° 29' 9" OL  | 37978  | Meer afbeeldingen                |
| Noordhout                                     | Boerderij                 | 18e eeuw                    |              | Jacoba van Beierenweg 102               | 52° 13' 47" NB, 4° 29' 21" OL | 37979  | Meer afbeeldingen                |
| Klein Bouwlust                                | Boerderij                 | 1632                        |              | Jacoba van Beierenweg 126               | 52° 13' 53" NB, 4° 29' 32" OL | 37980  | Meer afbeeldingen                |
| Boerderij                                     | Boerderij                 | 18e eeuw                    |              | Jacoba van Beierenweg 136               | 52° 14' 3" NB, 4° 29' 50" OL  | 37981  | Meer afbeeldingen                |
| Boerhaavehuis (Nederlands Hervormde pastorie) | Kerkelijke dienstwoning   | 17e eeuw                    |              | Kerkweg 11                              | 52° 13' 13" NB, 4° 29' 3" OL  | 37982  | Meer afbeeldingen                |
| Slot Teylingen                                | Kasteel, buitenplaats     | Onzekere datering, 13e eeuw |              | Teylingerlaan 23                        | 52° 13' 52" NB, 4° 31' 9" OL  | 37983  | Meer afbeeldingen                |
| Bollenschuur (gedeelte in Voorhout)           | Boerderij                 | 1914                        | A.L. Verhoog | Teijlingerlaan 69                       | 52° 13' 51" NB, 4° 31' 11" OL | 511166 | Meer afbeeldingen                |
| Bollenschuur met twee woonhuizen              | Boerderij                 | 1902                        |              | Jacoba van Beierenweg 75                | 52° 13' 48" NB, 4° 29' 34" OL | 511668 | Bollenschuur met twee woonhuizen |
| Bollenschuur                                  | Boerderij                 | 1925                        |              | Loosterweg 8                            | 52° 14' 25" NB, 4° 30' 36" OL | 511669 | Meer afbeeldingen                |
| Baarhuisje en verbindingsmuur                 | Begraafplaats en -onderdl | 1913-1914                   |              | Dr. Aletta Jacobslaan bij 9             | 52° 13' 16" NB, 4° 28' 60" OL | 523429 | Baarhuisje en verbindingsmuur    |
| Rijnoord: boerderij                           | Boerderij                 | 17e eeuw                    |              | Van de Berch van Heemstedeweg 1         | 52° 13' 47" NB, 4° 30' 9" OL  | 526548 | Meer afbeeldingen                |
| Rijnoord: karnhok                             | Boerderij                 | 1851                        |              | Van de Berch van Heemstedeweg bij 1     | 52° 13' 47" NB, 4° 30' 9" OL  | 529151 | Meer afbeeldingen                |